# والتر جويل مارتينيز
والتر جويل مارتينيز (بالإسبانية: Walter Joel Martínez)‏ هو لاعب كرة قدم هندوراسي، ولد في 26 مارس 1991 في تيغوسيغالبا في هندوراس. لعب مع نادي ماراثون.

## وصلات خارجية
- والتر جويل مارتينيز على موقع قاعدة بيانات كرة القدم.إي يو (الإنجليزية)
- والتر جويل مارتينيز على موقع ناشيونال فوتبول تيمز (الإنجليزية)
- والتر جويل مارتينيز على موقع Soccerway.com (الإنجليزية)
- والتر جويل مارتينيز على موقع عالم كرة القدم.نت (الإنجليزية)